# Sycophila floribundae
Sycophila floribundae är en stekelart som beskrevs av T.C. Narendran 1994. Sycophila floribundae ingår i släktet Sycophila och familjen kragglanssteklar. Inga underarter finns listade i Catalogue of Life.